# Geir Moen
Geir Anders Moen (ur. 26 czerwca 1969 w Oslo) – norweski lekkoatleta specjalizujący się w biegach sprinterskich, dwukrotny uczestnik letnich igrzysk olimpijskich (Atlanta 1996, Sydney 2000), mistrz Europy (Helsinki 1994) oraz halowy mistrz świata (Barcelona 1995) w biegach na 200 metrów.

## Sukcesy sportowe
- dziewięciokrotny mistrz Norwegii w biegu na 100 m – 1989, 1993, 1994, 1995, 1996, 1997, 1998, 1999, 2002
- dziewięciokrotny mistrz Norwegii w biegu na 200 m – 1988, 1991, 1993, 1995, 1996, 1997, 1998, 1999, 2002[1]
- trzykrotny halowy mistrz Norwegii w biegu na 60 m – 1993, 1995, 1999
- sześciokrotny halowy mistrz Norwegii w biegu na 200 m – 1989, 1992, 1993, 1994, 1995, 1997[2]
- wielokrotny rekordzista kraju na różnych dystansach sprinterskich

| Rok  | Miasto    | Zawody                    | Konkurencja                 | Wynik                     |
| ---- | --------- | ------------------------- | --------------------------- | ------------------------- |
| 1994 | Helsinki  | mistrzostwa Europy        | bieg na 200 m bieg na 100 m | złoty medal srebrny medal |
| 1994 | Londyn    | Puchar Świata             | bieg na 200 m               | III miejsce               |
| 1995 | Barcelona | halowe mistrzostwa świata | bieg na 200 m               | złoty medal               |
| 1995 | Göteborg  | mistrzostwa świata        | bieg na 200 m               | VI miejsce                |
| 1998 | Budapeszt | mistrzostwa Europy        | bieg na 200 m               | V miejsce                 |

## Rekordy życiowe
- bieg na 100 metrów – 10,08 – Kristiansand 16/08/1996
- bieg na 200 metrów – 20,17 – Rieti 01/09/1996
- bieg na 60 metrów (hala) – 6,65 – Malmö 24/05/1995
- bieg na 100 metrów (hala) – 10,31 – Tampere 12/02/1996
- bieg na 200 metrów (hala) – 20,47 – Birmingham 23/02/1997